# NGC 3052
NGC 3052 је спирална галаксија у сазвежђу Хидра која се налази на NGC листи објеката дубоког неба.
Деклинација објекта је - 18° 38' 20" а ректасцензија 9h 54m 28,0s. Привидна величина (магнитуда) објекта NGC 3052 износи 12,1 а фотографска магнитуда 12,8. Налази се на удаљености од 50,397 милиона парсека од Сунца. NGC 3052 је још познат и под ознакама ESO 566-26, MCG -3-25-30, IRAS 09521-1824, PGC 28570.